# Роберт Ціба
Роберт Ціба (пол. Robert Ciba; 29 листопада 1969, Хмельник) — польський боксер, призер чемпіонатів світу та Європи.

## Аматорська кар'єра
На чемпіонаті Європи 1989 Роберт Ціба здобув дві перемоги, а в півфіналі програв Серафіму Тодорову (Болгарія) — 0-5 і отримав бронзову медаль.
На чемпіонатах світу 1989 і 1991 та чемпіонаті Європи 1991 здобував по одній перемозі і програвав в другому бою.
На Олімпійських іграх 1992 програв в першому бою Мухаммеду Сабо (Нігерія) — RSC-3.
На чемпіонаті Європи 1993 Ціба переміг трьох суперників, а в фіналі програв Раїмкулю Малахбекову (Росвія) — 4-10.
На чемпіонаті світу 1995 Ціба знов переміг трьох суперників, а в фіналі програв Раїмкулю Малахбекову (Росвія) — 3-5.
На чемпіонаті Європи 1996 програв в першому бою Йону Ларбі (Швеція) — 7-7(+) і, не потрапивши на Літні Олімпійські ігри 1996, вирішив завершити виступи.